# Железничка станица Корман
Железничка станица Корман је једна од железничких станица на прузи Београд—Ниш. Налази се насељу Корман у општини Алексинац. Пруга се наставља у једном смеру ка Адровцу и у другом према према Ђунису. Железничка станица Корман састоји се из 5 колосека.